# Sepikea cylindrocarpa
Sepikea es un género monotípico de plantas  perteneciente a la familia Gesneriaceae. Su única especie: Sepikea cylindrocarpa es originaria de Nueva Guinea.

## Descripción
Es una planta herbácea con tallo cilíndrico sin ramas. Hojas opuestas con un corto peciolo, lámina lanceolada-elíptica. Tallo y hojas con suave y denso indumento de pelos marrón-amarillentos. Las inflorescencias en cimas en forma de pedúnculos. Sépalos fusionados hasta la mitad formando un calix cilíndrico tubular, con lóbulos iguales. El fruto cilíndrico indehiscente.

## Taxonomía
Sepikea cylindrocarpa fue descrita por Rudolf Schlechter y publicado en Botanische Jahrbücher für Systematik, Pflanzengeschichte und Pflanzengeographie 58: 306. 1923.
Etimología
Sepikea: nombre genérico que alude a su localización en Río Sepik en Nueva Guinea, lugar donde se encontró la planta.
cylindrocarpa: epíteto latíno que significa "con fruto cilíndrico".